# Harpacticus ponticus
Harpacticus ponticus är en kräftdjursart som beskrevs av Ernst Marcus 1967. Harpacticus ponticus ingår i släktet Harpacticus och familjen Harpacticidae. Inga underarter finns listade i Catalogue of Life.